# Normansko osvajanje Anglije
Normansko osvajanje Anglije je vodil Viljem Osvajalec leta 1066 po bitki pri Hastingsu.
To je bila pomembna prelomnica v angleški zgodovini. Anglija je bila od tedaj bolj povezana s celinsko Evropo. Oblikovala se je ena najmogočnejših monarhij v Evropi z enim najbolj izpopolnjenih sistemov oblasti. Spremenjena sta bila angleški jezik in kultura ter postavljen temelj za kasnejši dolgoletni angleško-francoski spor. To je bilo zadnje uspešno osvajanje Anglije.

## Normani v Normandiji
Normandija je območje severozahodne Francije, ki so ga Vikingi začeli naseljevati že leta 911. Frankovski kralj Karel III. Preprosti je skupini Vikingov pod vodstvom Rolla dovolil, da se naselijo v severni Franciji, da bi zaščitili obalo pred drugimi vikinškimi vdori. Njihova naselitev je bila zelo uspešna in Vikingi tega območja so postali znani kot Normani, celotna regija pa je dobila po njih ime Normandija. Frankovski kralj jim je leta 944 dodelil območja, ki so jih naselili kot trajno posest, nato se je oblikovala vojvodina Normandija, ki jo je ustanovil danski Viking Hrolf Ragnvaldsson ali Rollo (znan tudi kot Robert Normandijski).
Normani so hitro prevzeli frankovsko kulturo, zavrgli poganstvo in prevzeli krščanstvo. Prevzeli so tudi lokalno obliko francoščine in dodali normanske besede, tako da je nastala normanska različica francoščine. Mešali in poročali so se z lokalnimi prebivalci. S posesti, ki so jih pridobili, so se širili proti Flandriji in si priključili okoliška območja, tudi Kanalske otoke.

## Edvard Spoznavalec je umrl brez moških naslednikov
V tem obdobju so se napadi Vikingov na Anglijo okrepili. Leta 991 se je anglosaški kralj Ethelred II. poročil s hčerko normandijskega vojvode. Vikinški napadi na Anglijo so bili tako hudi, da je leta 1013 anglosaški kralj zbežal in ostal 30 let v Normandiji. Angliji je od leta 1042 do 1066 ponovno zavladal anglosaški kralj Edvard Spoznavalec, ki je umrl brez naslednika. Zaradi tega so se za prestol  potegovali:
- Harald III., norveški kralj, ki je bil v krvnem sorodstvu z nekdanjim kraljem,
- Viljem II. Normandijski, normandijski vojvoda, tudi v krvnem sorodstvu z angleškimi kralji, in
- Harold Godwinson, ki je bil izbran na zboru plemenitašev in svečenikov.

Med trojico so se začeli spopadi.

## Osvajanje Anglije
Norveški kralj Harald III. je napadel severno Anglijo septembra leta 1066. Novo izbranemu kralju Haroldu je ostalo malo časa, da zbere vojsko, potrebno za obrambo. 25. septembra 1066 mu je uspelo presenetiti Vikinge v bitki pri vasi Stamford Bridge. Kralj Harald III. je bil v tej bitki ubit in za Vikinge je bil to zadnji vdor v Anglijo. Vendar je bila to Pirova zmaga, ki je zelo oslabila in razbila anglosaško vojsko.
Prav takrat je Viljem Osvajalec zbral floto 600 ladij in vojsko 7000 ljudi. Vojaki niso bili samo iz Normandije, ampak tudi z okoliških območij Flandrije in Nemčije. Mnogi so bili drugorojeni ali tretjerojeni sinovi, ki jim je ostalo malo ali nič nasledstva. Viljem jim je obljubil, da bodo nagrajeni z zemljo in položajem, če bodo pripeljali svojega konja, oklep in orožje ter se pridružili njegovemu pohodu.

### Bitka pri Hastingsu
Po večkratni večtedenski preložitvi začetka prečkanja Rokavskega preliva zaradi slabega vremena so se izkrcali na jugu Anglije nekaj dni po tem, ko je Harold premagal Vikinge. Izkrcali so se 28. septembra 1066 v Susexu. Blizu Hastingsa je Viljem Osvajalec postavil lesen dvorec kot svoje oporišče, od koder je neposredno napadal kralja Harolda.
V bitki pri Hastingsu 14. oktobra 1066 so Normani zmagali, kralj Harold je bil ubit,  Sasi pa so pobegnili.
Viljem se je premaknil v dolino Temze, da je prečkal reko pri Wallingfordu v Berkshiru; medtem je prejel vlogo Stiganda, canterburyjskega nadškofa. Nato je potoval severovzhodno vzdolž hribovja Chilterns, preden se je usmeril proti severozahodu proti Londonu in se boril proti nadaljnjim upornim silam mesta. Ker se Edgarjevim vodilnim podpornikom ni uspelo učinkovito vojaško odzvati, so izgubili živce in angleški voditelji so se predali Viljemu v Berkhamstedu v Hertfordshiru. Viljema so priznali za kralja Anglije in ga 25. decembra 1066 okronali v Westminstrski opatiji.  Novi kralj je poskušal pomiriti preostalo angleško plemstvo tako, da so Morkar, Edwin in Waltheof, grof Northumbrije, ostali na svojih ozemljih, Edgarju Aethelingu pa je celo podaril nekaj ozemelj. Viljem je ostal v Angliji do marca 1067, ko se je vrnil v Normandijo z angleškimi zaporniki, med njimi so bili Stigand, Morcar, Edwin, Edgar, Aetheling in Waltheof. 
Jug Anglije je hitro priznal novega kralja, na severu je odpor trajal do leta 1072, ko je Viljem zatrl tudi ta odpor, tako da je na uporniških območjih anglosaško plemstvo zamenjal z normanskimi gospodarji. V Yorkshiru je dosegel sporazum, po katerem so lokalni saški plemiči lahko obdržali posesti v zameno za lojalnost.

## Nadzor nad Anglijo
Ko so Normani zavzeli Anglijo, so se morali spoprijeti s številnimi izzivi, kajti v primerjavi z lokalnim prebivalstvom jih je bilo malo. Predvidevajo, da je bilo samo 5000 normanskih vitezov. Predhodni anglosaški gospodarji so bili navajeni popolne neodvisnosti od osrednje oblasti, kar je bilo drugače od normanske centralizirane vlade. Zaradi želje po neodvisnosti so nastajali spori. Novi normanski gospodarji so gradili gradove kot oporišča ob morebitnih uporih, pa tudi zaradi nadziranja celotnega kraja.
Če anglosaški gospodar ni priznal Viljema Osvajalca, so mu odvzeli posesti in naslov, ki so jih podelili novim normanskim gospodarjem. Na ta način so Normani iztisnili lokalno aristokracijo.
Normansko lojalnost je bilo težko vzdrževati, a je bilo zelo pomembno, saj bi kakršni koli spopadi med njimi dali možnost domačim, da se osvobodijo zavojevalcev. Viljem je zato Normanom dajal posesti v manjših kosih in geografsko razdrobljeno po Angliji in Normandiji. Če bi se mu kdo uprl, ne bi mogel braniti svoje posesti. Toda taka politika je pozneje povzročila združevanje plemičev, njihove organizacije kot razreda, kar se drugje ni dogajalo.

## Pomen
- anglonormanski jezik

Ena najpomembnejših sprememb je bila uvedba romanskega anglonormanskega jezika kot jezika vladajočega razreda v Angliji. Ta jezik je obdržal svoj ugled naslednjih 300 let in je bil zelo pomemben pri nastajanju modernega angleškega jezika. Angleščina je izgubila mnogo germanskih besed, a je zadržala germansko strukturo stavkov.
- izguba anglosaške aristokracije

Druga neposredna posledica normanskega osvajanja je bila skoraj popolna izguba anglosaške aristokracije in izguba anglosaškega nadzora nad cerkvijo. Ko je Viljem Osvajalec pokoril upornike, jim je vzel posesti in jih dal normanskim soborcem. Že okoli leta 1096 ni bilo več nobenega škofa, ki bi bil Anglosas.
Noben drug srednjeveški osvajalni pohod ni tako dramatično uničil vladajočega razreda. Viljem je postal med Normani osvajalci zelo priljubljen, ker jim je dal v upravljanje velike posesti. Njegove nagrade so bile tudi podlaga za utrditev lastne moči. Vsak nov zemljiški posestnik, ki je dobil zemljo od kralja, je moral zgraditi grad in podjarmiti lokalno prebivalstvo.

## Sistem oblasti
Še pred prihodom Normanov so imeli Anglosasi enega najbolj prefinjenih sistemov oblasti tistega časa. Vsa Anglija je bila razdeljena v enote enake velikosti in oblike, imenovane grofije (shire). Vladali so jim šerifi. Te upravne enote so bile avtonomne in med njimi ni bilo velike povezanosti. Anglosasi so uporabljali pisno dokumentacijo. Takrat je bilo to v Evropi neobičajno, saj so uporabljali besede namesto papirja.
Anglosasi so vzpostavili stalen sedež oblasti, kar se je prav tako razlikovalo od srednjeveških vlad, ki so se stalno premikale ali menjavale kraje. V Winchestru je bil vzpostavljen stalen trezor, zato sta se v njem začela zbirati birokracija in arhiv.
To obliko oblasti so nasledili Normani in jo izboljšali s centralizacijo sistema upravnih enot. Leta 1085 je Viljem izvedel popis prebivalstva in imovine, kar je bil prvi tak popis v Evropi po Rimljanih. Popis je omogočil uvedbo učinkovitega pobiranja davkov. Računovodstvo je zelo napredovalo in je bilo v Winchestru.
Normani so vladali iz Normandije, ne iz Anglije. Tako je tudi Viljem Osvajalec pustil sorodnika v Angliji, ki je vladal v njegovem imenu, sam pa se je vrnil v Normandijo. Po drugi strani so Normani v Angliji gradili stolnice in gradove.

## Anglonormanski in francoski odnosi
Po normanski osvojitvi Anglije so se odnosi s Francijo zapletli. Normani so obdržali posesti v Normandiji in zato so bil še vedno vazali frankovskega kralja. Hkrati so bili enaki frankovskemu kralju, ker so bili kralji Anglije. Okoli leta 1150, ko je nastalo Anžujsko kraljestvo, so Normani nadzirali pol Francije in Anglijo ter bili močnejši od Francije, a so bili še naprej francoski vazali. Kriza je nastala leta 1216, ko je francoski kralj Filip II. Avgust zavzel vse normanske in anžujske posesti v Franciji, razen Gaskonje. To je povzročilo stoletno vojno.